# أنتوني لويد
أنتوني لويد (بالإنجليزية: Anthony Lloyd)‏ (14 مارس 1984 المملكة المتحدة - ) هو لاعب كرة قدم بريطاني يلعب كمدافع.

## وصلات خارجية
أنتوني لويد على موقع قاعدة بيانات كرة القدم.إي يو (الإنجليزية)
- أنتوني لويد على موقع Soccerbase.com (لاعب) (الإنجليزية)